# Juvencio Robles
El General Juvencio Robles Aquino fue un militar mexicano que participó en la Intervención Francesa y en la Revolución mexicana.

## Biografía
Nació en Juchitán de Zaragoza, Oaxaca el 25 de enero de 1849 dentro del matrimonio formado por don Marcos Robles y doña Viviana Aquino. Ingresó en el Ejército Mexicano en 1866, en la Guardia Nacional de Juchitán. Combatió a los franceses ese mismo año y participó en la Batalla del 2 de abril de 1867. En 1876 secundó el Plan de Tuxtepec e incluso participó en la batalla de Tecoac, donde derrotó a las fuerzas bajo el mando del general Ignacio Alatorre. En 1879 trató de interceder por algunos de los prisioneros que fueron condenados a muerte durante el episodio de Matalos en Caliente. En los primeros años del Porfiriato combatió las sublevaciones en Tlaxcala, Estado de México, Oaxaca y Veracruz. Combatió al Maderismo a comienzos de 1910 al encarcelar y dispersar mítines en favor de Madero y, en 1912, fue comandante de las tropas que pelearon contra Emiliano Zapata, en una campaña que fue criticada por sus excesos. Utilizó las tácticas de combate de las guerras de los Bóeres, que consistían en los métodos de Tierra quemada, así como sacar a los habitantes de las plaza enemigas para después volver a repoblar gente que estuviera a su favor. Afines de ese mismo año, fue relevado por el general Felipe Ángeles como jefe de la operaciones militares en el estado de Morelos.
Fue nombrado comandante de la División del Sur federal y se encargó de acometer numerosas atrocidades en contra de la población civil, incluyendo el asesinato de mujeres, niños y ancianos, a principios de 1912. Tras el Cuartelazo que asesinó a Madero, fue designado nuevamente jefe de operación militar en Morelos y al poco tiempo después fue gobernador de dicho estado, al mismo tiempo en que Joaquín Chicharro fue nombrado gobernador de Querétaro, lo que causó gran controversia debido a los abusos de autoridad cometidos. Robles fue el encargado de arrestar al gobernador morelense Benito A. Trojar y a los miembros de la Cámara de Diputados. En los meses que siguieron a la asonada militar, Robles se encargó de militarizar el estado, sin contar que impuso censura a la prensa, y colmo el terror llegó al momento en que Robles utilizó el método de Tierra quemada, leva forzada de obreros y campesinos y asesinatos en masa de campesinos pacíficos (no combatientes). Durante la campaña contra Zapata, Pueblos enteros como Ticumán, Elotes o Santa María quedaron reducidos a cenizas, sin embargo en lugar de debilitar a Zapata, la ofensiva federal fortaleció a Zapata. La gente del campo se enfureció por los abusos cometidos por parte de Robles y se unía al movimiento zapatistas, el cual llegó a tener entre 27.000 y 30.000 hombres. Más de seis mil hombres fueron deportados hacia el norte del país, a finales de 1913, para combatir la insurgencia norteña de Venustiano Carranza y Francisco Villa. Huerta se empeñó en enviar al grueso de su ejército para combatir a Zapata, pero las fuerzas de Juvencio Robles se quedaron sin refuerzos ya que el dictador estaba más atento a la ya citada situación de insurgencia en el norte del país.
A finales de 1913, Robles cae en una de las trampas de Zapata en el pueblo de Huautla, al llegar a la población donde unos espías (que al parecer eran en realidad zapatistas), le habían dicho que se encontraba "El último bastión del Zapatismo", pero no encontró a nadie ahí, por lo que sin tener base de nada, le envía un mensaje a Victoriano Huerta diciendo: "El Zapatismo está aniquilado". Huerta erróneamente le cree y le manda un ascenso a general de división, pero a los pocos días, Zapata toma el pueblo de Xonacatepec, dejando en duda y ridículo a Robles. Huerta, enfurecido, lo destituye del cargo y Robles queda sin mando de tropas hasta que fue licenciado por los Tratados de Teoloyucan. Los zapatistas se ensañaron especialmente con las grandes haciendas azucareras de Morelos al saquearlas, , ajusticiar a algunos jefes políticos y capataces, y quemar oficinas y archivos, y liberar a los presos de las cárceles. Robles, en vano, intentó lanzar una contraofensiva hacia los zapatistas, pero no pudo debido a la falta de hombres y armas. Tras la caída del régimen huertista, abordó un barco en Veracruz para partir al exilió en Estados Unidos.

## Fallecimiento
Murió en el exilio en San Antonio, Texas, el 24 de mayo de 1917, dejando viuda a su esposa Guadalupe R. de Robles. El 30 de mayo de ese mismo año, su hijo el licenciado Rodolfo Robles, solicitó que sus restos regresasen a México. Su acta de defunción se redactó el 19 de junio de 1917 en Nuevo Laredo, Tamaulipas, constando en ella el permiso otorgado por el presidente de la república Venustiano Carranza y el gobernador de Tamaulipas para que el cuerpo fuese llevado a la Ciudad de México para ser inhumado. Si bien Juvencio Robles fue un personaje que pesaba mucho en la memoria de los zapatistas y de algunos revolucionarios, sus métodos de destrucción y deportación de poblaciones fueron usados por las tropas bajo el mando del general Pablo González durante sus campañas contra Zapata, mismas que poco a poco conducirían al asesinato del líder suriano.